# Torchy (historieta)
Torchy es una tira cómica y, principalmente, una serie de cómics protagonizada por la ingenua Torchy Todd, creada por el historietista estadounidense de «Good Girl Art» Bill Ward durante 1944. El personaje fue clasificado en el puesto 97° de la lista de «Las 100 mujeres más sexy de los cómics» de 2011 de la Comics Buyer's Guide.

## Historia de la publicación
Cuando el artista Bill Ward tuvo que enlistarse en el ejército de los Estados Unidos durante la Segunda Guerra Mundial, creó a la «ingenua alta, rubia y pechugona» Torchy Todd para el periódico de su base en Fort Hamilton, en Brooklyn, a donde Ward fue enviado. La tira cómica en la que aparecía pronto empezó a distribuirse a otros periódicos militares por todo el mundo.
Torchy hizo su debut en los cómics como personaje principal de una sección suplementaria de Doll Man #8 de Quality Comics (primavera de 1946). Su sección fue publicada posteriormente en todos los números de la revista (menos en dos) hasta el número #30 (septiembre de 1950), reapareciendo en los números #35 (agosto de 1951) hasta el #47 (octubre de 1953), así como en Modern Comics #53-102 (septiembre de 1946 - octubre de 1950). Una serie en solitario, llamada Torchy, tuvo seis números (noviembre de 1949 - septiembre de 1950), algunos con ilustraciones de Gill Fox.
Varias historias de Torchy, incluyendo algunas de las tiras cómicas de Fort Hamilton, se reimprimieron en el libro en rústica de 100 páginas de Innovation Comics, Bill Ward's Torchy,The Blonde Bombshell #1 (enero de 1992). Otros han sido reimpresos en The Betty Pages #1 (1987), en la antología de AC Comics Good Girl Art Quarterly #1 (verano de 1990), #10 (otoño de 1992), #11 (invierno de 1993) y #14 (invierno de 1994), y en America's Greatest Comics #5 (alrededor de 2003). Comic Images lanzó una serie de cartas coleccionables de Torchy en 1994.
Ward dibujó una portada original con Torchy para el libro anual de Robert M. Overstreet The Comic Book Price Guide (nº 8, 1978).

## Biografía del personaje
Torchy Todd es una joven rubia, cabeza hueca pero de buen corazón, que con frecuencia se ve envuelta en encuentros humorísticos y ligeramente picantes con hombres lujuriosos. 